# Umrah
La umrah (árabe: عمرة ) es una peregrinación islámica a La Meca en Arabia Saudita, primer lugar sagrado de la religión islámica, realizada por musulmanes en cualquier época del año, en contraste con el hach ("peregrinación"), que tiene fechas específicas de acuerdo con el calendario lunar islámico.
En árabe, umrah significa "visitar un lugar poblado". La umrah se puede realizar junto con el hach y también en otros días. La umrah es considerada a veces la "peregrinación menor," en tanto que no es obligatoria, pero aun así altamente recomendada. Generalmente puede completarse en algunas horas, en comparación con el hach, que puede llevar varios días. Asimismo, no se pretende que sustituya al hach.

## Tipos de umrah

### Umrah Mufradah
La umrah mufradah (lit. "sola") se refiere a la que se realiza de forma independiente al hach y que puede llevarse a cabo en cualquier momento durante el año, excepto durante los días del hach.
Umrah Qiran
Umrah Qiran también se conoce como umrah acompañada. Es para las personas que no viven cerca de la Gran Mezquita de La Meca. La persona que realiza este tipo de umrah debe usar Ihram con la intención de Umrah y Hach, y ambos deben realizarse en el mismo Ihram. Uno usa Ihram y luego abandona Ihram después de completar la umrah y el hach. La persona no puede dejar Ihram hasta que se completen tanto la umrah como el hach.

### Umrah Tamattu
Cuando se realiza junto al hach, la umrah se denomina umrah tamattu (lit. "de gozo") y es parte de un hach (Hach Tamattu) más completo y agradable. Más precisamente, los rituales de la umrah se realizan primero y luego los del hach.

## Diferencias entre el hach y la umrah
1. El hach es el quinto pilar del Islam y es obligatorio para todos los que puedan realizarlo física y económicamente una vez en la vida. La umrah no es un pilar del Islam y solo se recomienda y no es obligatoria.
2. El hach debe realizarse en el período de tiempo prescrito, es decir, los meses del hach, y aún más específicamente, los ritos principales se efectúan en las dos primeras semanas de Du l-Hiyya. La umrah, sin embargo, se puede hacer en cualquier época del año.
3. La umrah involucra solo los ritos de Tawaf y Sa’i con Ihram, mientras que el hach implica quedarse en Mina, realizar el rito de Wuquf en Arafat, quedarse en Muzdalifa y arrojar la piedras, así como sacrificar en algunos casos. La umrah, sin embargo, no involucra ninguno de estos.

## Vestimenta para Ihram

### Ihram para hombres
1. Prepare dos piezas de telas blancas lisas que no tengan dobladillos, costuras ni botones. La envoltura se llama Izar y la túnica se llama Rida.
2. Envuelva el Izar alrededor de la cintura, cubriendo el área entre el ombligo y los pies.
3. Sujete el cinturón o los clips alrededor del Izar para evitar que se resbale.
4. Sostenga horizontalmente la Rida detrás de su de la espalda como si usara una capa y lleve el extremo superior izquierdo sobre el hombro hacia su axila derecha.
5. Lleve el otro extremo desde debajo de la axila derecha hacia el hombro izquierdo. Toda el área del hombro izquierdo debe estar completamente cubierta, con el hombro derecho desnudo.
6. Ate o sujete los extremos detrás de la espalda para asegurarlo. El Rida debe ser lo suficientemente grande y ancho como para atravesar la espalda.
7. Opte por calzado que deje al descubierto los tobillos y dedos de los pies.

### Ihram para mujeres
1. Use ropa holgada / bata que cubra todo el cuerpo, excepto las manos y la cara que deben permanecer al descubierto.
2. La ropa / bata puede tener costuras y botones, pero debe estar libre de adornos y se recomienda que sea de color blanco o negro.

## Guía básica de la umrah
1. Ihram:
- Tome un baño (Ghusl) que representa un acto de lavar todas las impurezas con la intención de Ihram.
- Cambie a las sábanas de Ihram: los hombres deben cambiarse a las dos telas conocidas como Rida e Izar, mientras que las mujeres pueden usar cualquier tipo de ropa que cubra el cuerpo y la cabeza.
- Realice las oraciones obligatorias u ofrezca dos rakaat de la oración Sunnah.
- Mueva el rostro en dirección de la Alqibla e ingrese oficialmente a Ihram: debe ingresar a Ihram antes de partir hacia Meeqat en Makkah.
- En el Meeqat, haga la Niyyah (intención) para realizar la umrah.
- Recite la Talbiyah, se recomienda seguir recitándola desde el momento en que se entra en el estado de Ihram hasta la presentación del Tawaf.

2. Tawaaf Al-Umrah o Tawaaf Al-Qudum:
- Al llegar a la Kaaba, deje de recitar la Talbiyyah y debe estar en Wudu (ablución).
- Toque la Piedra Negra (Hajr e Aswad) y comience el Tawaf. Idealmente, tóquelo con la mano derecha y luego béselo. Sin embargo, si no puede besarlo directamente, puede tocarlo con la mano y luego besar la mano. Si no puede tocar la piedra con la mano, mire su mano en dirección a la piedra y diga "Allahu Akbar".
- Haga circunvalaciones alrededor de la Kaaba con la Kaaba a la izquierda. Los hombres deben mantener el hombro derecho descubierto durante el Tawaf, práctica que se conoce como Idtibaa. Esto se hace colocando la Rida debajo de la axila derecha y levantándola sobre el hombro izquierdo. Los hombres también deben practicar "Raml" en las primeras tres rondas de Tawaf, que consiste esencialmente en caminar rápidamente mientras dan pequeños pasos y caminar a paso normal durante las otras cuatro rondas.
- Al finalizar las siete rondas de Tawaf, diríjase a la estación de Ibrahim (Maqaam e Ibraheem) y recite:
- وَاتَّخِذُوْا مِنْ مَّقَامِ إِبْرَاهِيْمَ مُصَلًّى
- Y lléveles (personas) el Maqaam (lugar) de Ibrahim como lugar de oración. [Corán; 2: 125])
- Realice dos rakaat de oración detrás de Maqaam e Ibrahim. Si eso es difícil, puede ofrecer las oraciones en cualquier lugar de la mezquita.
- Al ofrecer la oración, regrese a la Piedra Negra y tóquela si es posible.

3. Sa'i:
Diríjase al lugar de Sa’i y cuando esté cerca de la colina de Safa, se debe recitar lo siguiente:
إِنَّ الصَّفَا وَالْمَرْوَةَ مِنْ شَعَآئِرِ اللَّهِ فَمَنْ حَجَّ الْبَيْتَ أَوِ اعْتَمَرَ فَلاَ جُنَاحَ عَلَيْهِ أَنْ يَطَّوَّفَ بِهِمَا وَمَنْ تَطَوَّعَ خَيْراً فَإِنَّ اللَّهَ شَاكِرٌ عَلِيْم
(Verdaderamente, As-Safaa y Al-Marwah son de los símbolos de Alá. Por lo tanto, no es un pecado contra él quien hace el hach o 'umrah de la casa (ka' bah) que realice el (tawaf) entre ellos. Y quien hace el bien voluntariamente, entonces, en verdad, Alá es el Todo-Reconocedor, Todo-Conocedor. [Corán; 2: 158])
Ascienda al Monte Safaa, dirija el rostro a la Alqibla, levante las manos y recite tres veces:
اللّهُ أكبر، اللّهُ أكبر، اللّهُ أكبر
(Alá es el más grande, Alá es el más grande, Alá es el más grande).
لاَ إِلَهَ إِلاَّ اللَّهُ وَحْدَهُ لاَ شَرِيْكَ لَه، لَهُ الْمُلْكُ وَ لَهُ الْحَمْدُ يُحْيِي وَ يُمِيْتُ وَ هُوَ عَلَى كُلِّ شَيْءٍ قَدِيْر؛ لاَ إِلَهَ إِلاَّ اللَّهُ وَحْدَهُ لاَ شَرِيْكَ لَه، أَنْجَزَ وَعْدَهُ وَ نَصَرَ عَبْدَهُ وَ هَزَمَ الأَحْزَابَ وَ حْدَه
(No hay nada digno de adoración excepto Alá solo. Él no tiene compañero, a Él le pertenece el reino, toda alabanza le pertenece a Él, tiene poder sobre todas las cosas, no hay nada digno de adoración, excepto Alá, que cumplió su promesa, le otorgó la victoria a su siervo y solo él derrotó al ejército aliado.)
Desciende a Marwah y los hombres deben correr entre las luces verdes. La distancia está marcada por dos marcadores verdes: los hombres deben correr hasta el segundo marcador y luego subir normalmente a la colina de Marwah y subir.
Gire el rostro hacia la alquibla  y recite lo que ha dicho en Safa.
Descienda de nuevo y diríjase hacia Safa. Al llegar a Safa, repita lo que hizo la primera vez y repita lo mismo cuando regrese a Marwah durante siete circunvalaciones (una circunvalación es de Safa a Marwah).
4. Halq o Taqsir:
Al completar las siete circunvalaciones, los hombres deben afeitarse completamente la cabeza o cortarse el cabello. Mientras que a las mujeres les está prohibido afeitarse la cabeza y solo se les permite cortar un mechón del cabello. El acto de cortar el cabello simboliza el desapego de las apariencias físicas y la completa sujeción a Alá.
5. Tawaf Al Wada' (Umrah Mufradah o Umrah Tamattu):
Este Tawaf Al wada' (el Tawaf de despedida) marca el final del umrah mufradah o umrah tamattu. Repita los pasos del Tawaf (consulte Tawaf al Qudum).

## Historia de la umrah
Durante el tiempo del profeta Mahoma, los musulmanes se enfrentaron a restricciones para acceder al sitio sagrado de La Meca y, por lo tanto, se les denegó el derecho a practicar las peregrinaciones hach y umrah. La Meca estaba ocupada por árabes que se dedicaban a adorar ídolos y no estaban listos para aceptar la verdad y la brillantez del Islam, según esta tradición. Debido a los problemas causados por los no creyentes, el Profeta Mahoma y los musulmanes huyeron de La Meca e hicieron de Medina su segundo hogar, donde fueron recibidos cordialmente.
Tratado de Hudaibiyyah:
Durante este tiempo, el Profeta Mahoma se dio cuenta del fuerte deseo de los musulmanes de visitar La Meca y realizar la umrah. En 628 CE, el Profeta Mahoma tomó la decisión de ir finalmente a La Meca para que pudieran hacer la peregrinación. Él y sus seguidores fueron detenidos en Hudaibiya y los Quraysh (una tribu local) les negaron la entrada. Incluso después de que el Profeta Mahoma explicara que solo querían hacer la peregrinación, los Quraysh no les permitieron pasar.
El profeta Mahoma se negó a usar la fuerza para entrar a La Meca, por lo que se llevaron a cabo negociaciones diplomáticas. Se redactó y firmó un acuerdo para visitar La Meca, que se conoce como el "Tratado de Hudaybiyyah". El acuerdo se firmó durante 10 años como un acuerdo de mantenimiento de la paz entre las partes. A los musulmanes no se les permitió realizar la umrah ese año, pero se les pidió que regresaran al año siguiente con tal propósito.
La primera umrah:
La primera umrah fue la primera peregrinación que el Profeta Mahoma y los musulmanes hicieron después de la migración a Medina. Tuvo lugar en la mañana del cuarto día de 629 CE (7 AH), después del Tratado de Hudaybiyyah en 628 CE y la primera umrah duró tres días.
La sucesión de La Meca:
En 630 CE, los musulmanes se habían convertido en una fuerza formidable y el Profeta Mahoma decidió atacar La Meca junto con las sugerencias de los compañeros y, por supuesto, por la voluntad de Alá.
A la llegada de los musulmanes a La Meca, los líderes Quraysh se dieron cuenta de que no podían luchar contra los musulmanes, por lo que decidieron rendirse. Estaban aterrados por la inminente conquista. Sin embargo, el Profeta Mahoma fue misericordioso y, según su personalidad, reclamó el perdón para todos aquellos que ya no deseaban luchar contra los musulmanes y perdonaron incluso a los enemigos más ardientes.
Esta victoria de los musulmanes se conoce como "Sucesión de La Meca" e incluso hoy es un caso ejemplar para poner fin a un conflicto sin derramamiento de sangre.

## Turismo religioso islámico
Al finalizar el peregrinaje de hach y/o umrah, se recomienda visitar la ciudad de Medina en Arabia Saudita, segundo lugar sagrado de la religión islámica. y realizar una oración en la Mezquita del Profeta (Al-Masŷid an-Nabawī/المسجد النبوي).
Otra visita recomendable es el Noble Santuario (Haram esh-Sharif) o el Noble Santuario de Jerusalén (al-Ḥaram al-Qudsī al-Šarīf), tercer lugar sagrado de la religión islámica. Allí podrá ver la mezquita de Al-Aqsa (Al-Masyid Al-Aqsa/المسجد الاقصى), la Cúpula/Domo de la Roca (Qubbat al-Sakhrah/قبة الصخرة) y la Cúpula de la Cadena (Qubbat as-Silsila/ قبة السلسلة).